# 小川光
小川 光（おがわ ひかる、1970年6月 - ）は、日本の経済学者。専門は公共経済学。東京大学大学院経済学研究科教授、東京大学公共政策大学院教授。日本応用経済学会学会賞、応用地域学会坂下賞受賞。

## 人物・経歴
東京都生まれ。1993年名古屋大学経済学部卒業。1998年名古屋大学大学院経済学研究科博士後期課程修了、日本学術振興会特別研究員。同年名古屋大学経済学部講師。2000年名古屋大学大学院経済学研究科助教授。2002年ケンタッキー大学公共政策大学院客員研究員。2008年日本応用経済学会学会賞受賞。2009年文部科学省研究振興局学術調査官。2010年名古屋大学大学院経済学研究科教授。同年応用地域学会坂下賞受賞。2015年東京大学大学院経済学研究科教授、東京大学公共政策大学院教授。

## 著作
- 『基礎からわかるミクロ経済学』（家森信善と共著）中央経済社 2003年
- 『公共経済学』（西森晃と共著）中央経済社 2015年
- 『グローバル化とリスク波及の経済学：自治体・企業・個人の対応』（編著）有斐閣 2016年
- 『ミクロ経済学の基礎』（家森信善と共著）中央経済社 2016年
- 『公共経済学で日本を考える』（奥野信宏, 八木匡と共編著）中央経済社 2017年